# Jansonia formosa
Jansonia formosa là một loài thực vật có hoa trong họ Đậu. Loài này được Kippist mô tả khoa học đầu tiên.